# Dante López
Dante López (Asuncion, 16 augustus 1983) is een Paraguayaanse profvoetballer die sinds 2013 onder contract staat bij de Mexicaanse club Pumas UNAM.

## Clubcarrière
López is een aanvaller en begon zijn carrière bij Club Sol de América waar hij van 1998 tot en met 2002 onder contract stond. Daarna veranderde hij sneller van club en speelde hij achtereenvolgens voor Cerro Porteño, Maccabi Haifa, Córdoba CF, Club Nacional, Olimpia Asunción om vervolgens in de Serie A aan de slag te gaan bij Genoa FC.

## Interlandcarrière
López maakte deel uit van de Paraguayaanse selectie voor het wereldkampioenschap voetbal 2006. Enkele dagen voor de start van het toernooi werd hij opgeroepen als vervanger van de geblesseerde aanvaller José Cardozo. In 2013 speelde hij zijn laatste interland voor Paraguay, een WK-kwalificatiewedstrijd op 7 juni tegen Chili (1–2 verlies).
1 Saldívar ·
2 Van Rankin ·
3 Arribas ·
4 Quintana ·
5 Mendoza ·
6 Escamilla ·
7 Cabrera ·
8 Barrera  ·
9 Guerrón ·
10 González ·
11 Alustiza ·
12 Magaña ·
14 Figueroa ·
15 Zamudio ·
16 Fuentes ·
17 Gallardo · 
18 García ·
19 Jáquez ·
20 Asprilla ·
21 González ·
22 Acosta ·
23 Díaz ·
24 J. Castillo ·
29 Calderón ·
30 N. Castillo ·
31 Torres ·
33 Formica ·
Coach: Patiño